# Stowarzyszenie Lambda Warszawa
Stowarzyszenie Lambda Warszawa – organizacja społeczna pożytku publicznego, założona w październiku 1997 przez aktywistów działającego w latach 1995–1997 Ośrodka „Rainbow”. Sąd Wojewódzki w Warszawie zarejestrował Stowarzyszenie w dniu 23 października 1997 roku. Celem organizacji jest budowanie pozytywnej tożsamości gejowskiej i lesbijskiej, osób biseksualnych, transpłciowych, niebinarnych, queer, interpłciowych, aseksualnych i panseksualnych oraz kształtowanie akceptacji społecznej. Stowarzyszenie Lambda Warszawa jest najstarszą działającą polską organizacją LGBT.
Stowarzyszenie od 2004 roku posiada status organizacji pożytku publicznego (OPP). Od 2004 Lambda Warszawa należy do Federacji Organizacji Służebnych „Mazowia”.

## Obszary działania
Stowarzyszenie Lambda Warszawa działa w następujących obszarach:
- pomoc psychologiczna i wsparcie dla gejów, lesbijek, osób biseksualnych, transpłciowych, niebinarnych, aseksualnych i panseksualnych – prowadzenie telefonu zaufania (22 6285222 – pon.-pt.18.00-21.00); prowadzenie stacjonarnych dyżurów psychologów, terapeutów i prawników; prowadzenie grup wsparcia i spotkaniowych (m.in.dla osób transpłciowych, osób biseksualnych, seniorek i seniorów, dla osób z Ukrainy, studentek i studentów, AA);
- profilaktyka HIV/AIDS i profilaktyka uzależnień – program „Bezpieczniejsze związki” – działania street- i partyworkerskie w klubach LGBT; stacjonarne dyżury w siedzibie Lambdy Warszawa; dyżury na czatach internetowych; prowadzenie projektów przeciwdziałania uzależnieniom; prowadzenie portalu internetowego „bezpytan.pl” oraz portalu „bezpiecznie.org.pl”
- działania kulturalno-społeczne dla społeczności LGBT+: prowadzenie Klubu Filmowego; czytelni i biblioteki; organizowanie dyskusji i spotkań dotyczących literatury LGBT; działanie grupy studenckiej, organizacja Warsaw QueerWeek (wraz z UniPride) od 2023 r.
- działania antydyskryminacyjne – wydawanie „Raportu o dyskryminacji ze względu na orientację seksualną w Polsce”; akcje społeczne: Global Village (w ramach Kampanii Rady Europy „Każdy Inny – Wszyscy Równi” – marzec 2007), projekt „Żywa Biblioteka”, szkolenia antydyskryminacyjne. Lambda Warszawa – wraz z KPH oraz organizacjami LGBT z Niemiec, Francji i Hiszpanii – raz do roku przyznaje „Nagrodę Tolerancji” – za działalność na rzecz przeciwdziałania wykluczeniu ze względu na orientację seksualną. Polskimi laureatami tej nagrody byli: Kazimierz Kutz (2006), Piotr Pacewicz (2007), Marzanna Pogorzelska (2008) i Zbigniew Hołda (2009). W 2010 roku Nagrodę otrzymała pośmiertnie Izabela Jaruga-Nowacka. Laureatem w roku 2011 został Adam Bodnar, w 2012 – Katarzyna Bojarska, w 2013 – Ewa Siedlecka, w 2014 – Monika Płatek, w 2015 – Ewa Wanat, w 2016 – Ilona Łepkowska, w 2017 – Elżbieta Szczęsna, w 2019 – Bartosz Staszewski, w 2021 – Katarzyna Augustynek(inne języki) („Babcia Kasia”).

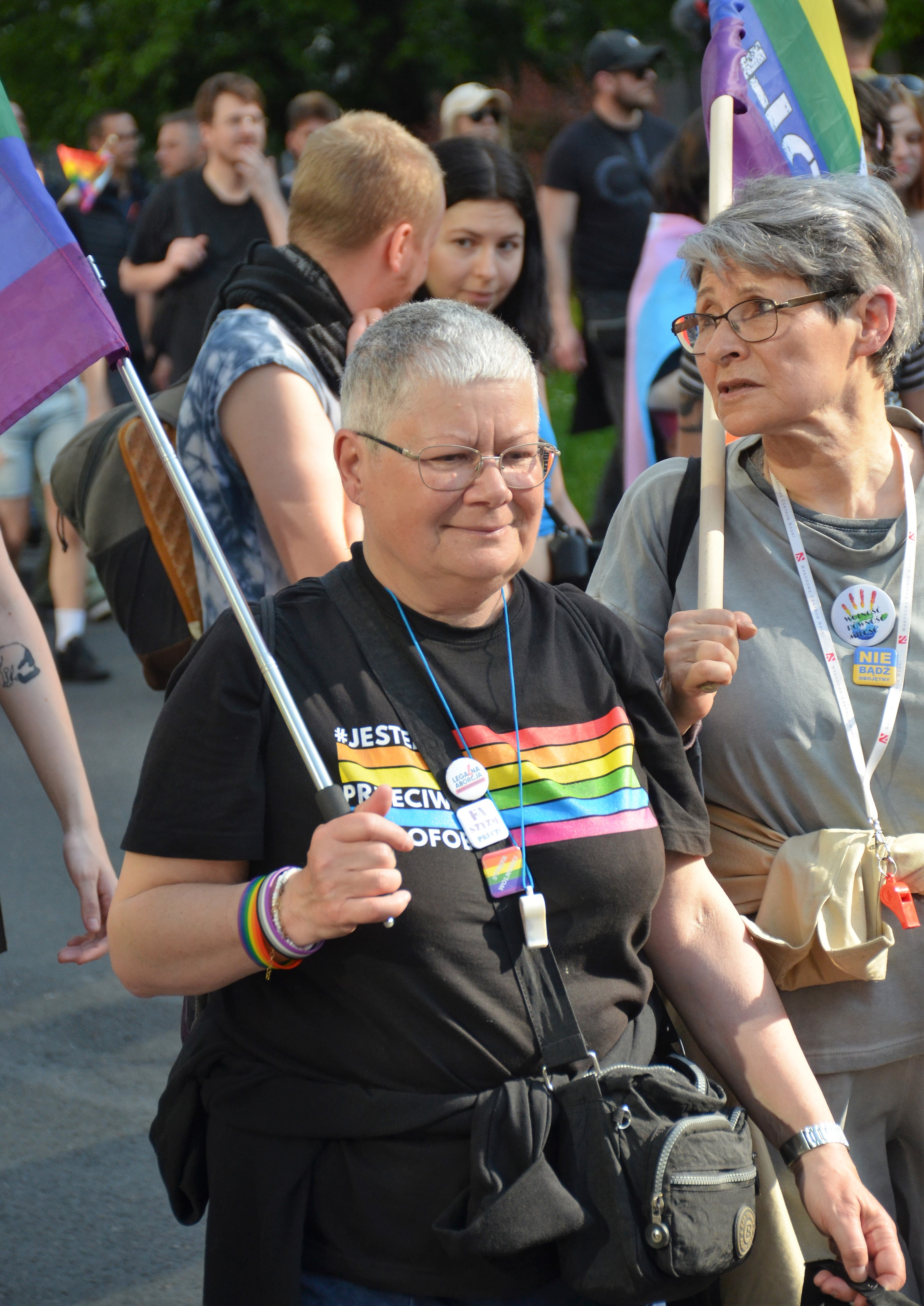
Katarzyna Augustynek „Babcia Kasia” (2023)

Przedstawiciele Lambdy Warszawa – Yga Kostrzewa i Krzysztof Kliszczyński – razem z działaczami innych polskich organizacji LGBT doprowadzili przed Europejskim Trybunałem Praw Człowieka w Strasburgu do stwierdzenia bezprawności zakazu Parady Równości, który został wydany przez prezydenta Warszawy Lecha Kaczyńskiego w 2005 roku.
Stowarzyszenie Lambda Warszawa była pierwszą organizacją LGBT+ w Polsce, która udzielała mikrograntów dla innych organizacji na działania na rzecz gejów i lesbijek. W maju 2009 został ogłoszony pierwszy konkurs w ramach Funduszu Stonewall – Funduszu Mikrograntów Stowarzyszenia Lambda Warszawa.

## Realizowane projekty
- Telefon Zaufania i Program Pomocy Prawnej i Psychologicznej (od 1995 roku – jeszcze jako Ośrodek „Rainbow”)
- Archiwum LGBTQIAP+, od 1995 roku
- Bliblioteka Lambdy Warszawa, od 1995 roku
- Program „Bezpieczniejsze związki” – program profilaktyki HIV/AIDS prowadzony od 2000 roku
- Wydawanie „Raportu o dyskryminacji ze względu na orientację seksualną w Polsce” – za lata: 2000, 2001, 2002, 2005–2006; 2010-2011, 2015-2016, 2019-2020
- Projekt „Niedziela z Lambdą” z lat 2002–2004 – comiesięczne spotkania filmowo-dyskusyjne w warszawskiej naleśnikarni „Bastylia”
- Projekt „Wybieram tolerancję” – akcja związana z wyborami samorządowymi 2006 roku (przepytywanie przyszłych samorządowców o stosunek do społeczności LGBT);
- Projekt „Sezon na gumy” – ogólnopolska akcja informacyjna dotycząca stosowania prezerwatyw, rok 2007
- Współtworzenie polskiego NCC – komitetu koordynującego polską kampanią Rady Europy „Każdy Inny – Wszyscy Równi” (lata 2007–2008)
- Projekt „Global Village” – akcja na rzecz przeciwdziałania homofobii, marzec 2007
- Projekt „Akademia Przeciwdziałania Dyskryminacji” – szkolenia dla samorządowców i działaczy organizacji pozarządowych realizowane w ramach ERRSW, marzec 2008;
- Projekt „Żywa Biblioteka – porozmawiajmy o różnorodności”, od 2008 r.
- Projekt poradni internetowej „bezpytan.pl” (od 2009)
- Fundusz Stonewall – Fundusz Mikrograntów Stowarzyszenia Lambda Warszawa (od 28 maja 2009)
- Projekt poradni internetowych „bezpiecznie.org.pl” i „pozytywnie.org.pl” – projekt poradnictwa internetowego dotyczącego HIV/AIDS (od 2009 r.)
- Projekt „Przeciwdziałaj dyskryminacji – to nie jest trudne!” – projekt dotyczący przeciwdziałania dyskryminacji ze względu na płeć, niepełnosprawność, orientację seksualną, wyznanie i wiek „przeciwdzialajdyskryminacji.pl”, rok 2009
- Kampania „Jeśli to słyszysz, jeśli to mówisz”, rok 2017
- QueerStoria. Czasopismo społeczno-historyczne Archiwum Lambdy Warszawa, nieregularnik od roku 2018
- „Diversity and Childhood”, 2019-2021
- „Tęczowy przewodnik”, rok 2021[3]
- Koalicja Miast Maszerujących, 2021-2023
- "Projekt Bi+", 2021-2022
- „Wsparcie psychologiczne i prawne dla społeczności LGBTQIAP”, od roku 2022
- OpenDoors, Promowanie włączającej i kompetentnej opieki zdrowotnej dla osób LGBTI, rok 2022
- Hostel Interwencyjny dla osób dla pełnoletnich osób nieheteronormatywnych
- Poradnictwo prawne
- Poradnictwo psychologiczne
- Grupy spotkaniowe i wsparcia
- Warsaw QueerWeek, od roku 2023
- QueerMuzeum, od roku 2024

## Zarząd
Władze Lambdy Warszawa wybierane są przez członków Stowarzyszenia podczas Walnych Zebrań wyborczych. Kadencja Zarządu trwa dwa lata. Obecny skład zarządu (od 6. maja 2024 r.):
- Miłosz Przepiórkowski - Przewodniczący Zarządu
- Paweł Mamzer - Zastępca Przewodniczącego Zarządu
- Justyna Karpińska - Sekretarzyni Zarządu
- Karolina Gierdal - Członkini Zarządu
- Krzysztof Kliszczyński - Członek Zarządu

## Publikacje
- Raporty o dyskryminacji ze względu na orientację seksualną: 2000, 2001, 2002, 2005–2006, 2010–2011, 2015–2016, 2019-2020[4]
- Przeciwdziałanie dyskryminacji. Pakiet edukacyjny dla trenerów i trenerek, Warszawa 2005, ISBN 83-923420-0-3 ISBN 978-83-923420-0-7[4]
- Rozpoczynam wolontariat. Pakiet wolontariusza. Lambda Warszawa, 2007[4].
- Porozmawiajmy o różnorodności, Żywa Biblioteka, podręcznik dobrych praktyk, Warszawa 2008.
- Poradnik prawny dla lesbijek, gejów i osób transseksualnych, Warszawa 2008[4]
- Przewodnik dla telefonistów Telefonu Zaufania, Warszawa 2008[4]
- HomoWarszawa – przewodnik kulturalno-historyczny, Warszawa 2009, ISBN 978-83-926968-1-0[4]
- Jak zorganizować wydarzenie antydyskryminacyjne, Warszawa 2009, ISBN 978-83-923420-1-4[4].
- Zgłaszam problem. Rzeczywistość osób homo- i biseksualnych w Polsce. Lambda Warszawa, 2011[4].
- Praktyczny poradnik pomocowy. Lambda Warszawa, 2012[4].
- Poradnik prawny zawierający praktyczne odpowiedzi na pytania związane z kwestiami prawnymi dotyczącymi osób LGB. Lambda Warszawa, 2014[4].
- Informator równościowy dla organizacji pozarządowych. Lambda Warszawa i Fundacja Ocalenie, 2017[4].
- Intersections between disabilities and sexual orientation, gender identity and sex characteristics. The situation in Poland. Warszawa. 2018[4].
- Running through hurdles: Obstacles in the access to justice for victims of anti-LGBTI hate crimes. Warszawa, 2018[4].
- Praca z osobami pokrzywdzonymi przestępstwami motywowanymi uprzedzeniami ze względu na orientację seksualną i tożsamość płciową. Praktyczny przewodnik. Warszawa, 2018[4].
- Rozpoznaj i zgłoś. Krótki przewodnik na temat przestępstw motywowanych uprzedzeniami wobec osób LGBT. Lambda Warszawa, 2018[4].
- LGBTI rights in Poland. Measures to combat discrimination and violence on grounds of sexual orientation, gender identity and sex characteristics. Lambda Warszawa and Kampania Przeciw Homofobii, 2018[4].
- Anti-LGBTI hate crime in Europe. Working papers on research, policy and practice. Lambda Warszawa, 2018[4].
- Lambda Warszawa. Raport 20-lecia. Lambda Warszawa, 2018[4].
- Trzy lata złej zmiany dla osób LGBTI. Podsumowanie rządów PiS. Lambda Warszawa i Kampania Przeciw Homofobii, 2018[4].
- Awareness of Anti-LGBT Hate Crime in Europe. Lambda Warszawa, 2019[4].
- National analysis of violence against LGBTI & gender non-conforming children in Poland. Lambda Warszawa, 2020[4].
- Promowanie włączającej i kompetentnej opieki zdrowotnej dla osób LGBTI. Lambda Warszawa, 2020[4].
- Przewodnik o zdrowiu osób LGBTI dla pracowników ochrony zdrowia. Lambda Warszawa, 2020[4].
- Jak zapobiegać i przeciwstawiać się dyskryminacji oraz przemocy wobec dzieci i młodzieży LGBTI+? Warszawa, 2021[4].
- Sekret rodziny kociej. Aut. Izabela Morska, Lambda Warszawa, 2021[4].
- Sytuacja społeczna osób LGBTA w Polsce. Raport za lata 2019-2020. Przegląd najważniejszych danych. Lambda Warszawa i Kampania Przeciw Homofobii, 2021[4].
- Sytuacja społeczna osób LGBTA w Polsce. Raport za lata 2019-2020. Lambda Warszawa i Kampania Przeciw Homofobii, 2021[4].
- Kropka nad Bi. Aut. Miłosz Przepiórkowski, Agata Maksimowska, Lambda Warszawa, 2022, ISBN 978-83-964533-1-0[4].
- Intersectional Approach to LGBTQIAP Refugees. Guidelines for Agencies and NGOs working with Refugees. Aut. Julia Kata, Paweł Mamzer, Paweł Porzeziński, Miłosz Przepiórkowski, Lambda Warszawa, 2024[4].